# Неизвестни извършители
„Неизвестни извършители“ (на италиански: I soliti ignoti) е италиански филм от 1958 година – криминална комедия на режисьора Марио Моничели по негов сценарий в съавторство със Сузо Чеки д'Амико, Фурио Скарпели, Ренато Салватори и Адженоре Инкрочи.
В центъра на сюжета е неумелият опит на група неудачници от краен квартал на следвоенен Рим да организират сложен обир на заложна къща. Главните роли се изпълняват от Виторио Гасман, Карла Гравина, Карло Пизакане, Марчело Мастрояни, Ренато Салватори.

## В ролите
| Изпълнител        | Роля            |
| ----------------- | --------------- |
| Виторио Гасман    | Пепе пантерата  |
| Тото              | Данте Кручиани  |
| Клаудия Кардинале | Кармелина       |
| Марчело Мастрояни | Тиберио         |
| Ренато Салватори  | Марио Анджелети |